# Fiat 850 SIATA Spring
La SIATA 850 Spring è una spider due posti prodotta dal 1967 al 1970 dalla SIATA.

## Storia
La Spring è forse una delle prime vetture nate dopo aver effettuato un'attenta analisi del mercato. La SIATA intervista un certo numero di giovani, per venire a conoscenza di quelle che sono le loro aspettative nel mondo automobilistico. Completato il sondaggio si inizia a predisporre il prototipo di una mini-spider dal gusto inglese (nel 1965) che dopo due anni entra in produzione.

## Dalla SIATA alla ORSA
Nel 1970 la SIATA cessa l'attività per fallimento, ma la linea di montaggio della Spring viene rilevata da un gruppo di giovani industriali sardi, convinti della validità del progetto, che anche grazie ai finanziamenti della "Cassa per il Mezzogiorno" costituiscono una società denominata ORSA (Officina Realizzazione Sarde Automobili) la quale continuerà a costruire la Spring (con meccanica proveniente dalla spagnola SEAT, cioè con freni a disco anteriori della 850 Especial e motore 903 cm³ derivato da quello della Seat 850 Sport Coupé) in un proprio stabilimento a Cagliari fino a quando, nonostante nel 1972 l'Ing. Rivolta ne avesse acquistato il 75% delle azioni, gli effetti della crisi petrolifera costringeranno la società a cessare la produzione di autovetture nel 1975 e a riconvertirsi alla produzione di automezzi antincendio.
La ORSA Spring ha quindi la particolare distinzione di essere l'unica automobile italiana prodotta in Sardegna.

## L'auto
Il telaio è quello della Fiat 850, rinforzato con una crociera scatolata; mentre la carrozzeria spider (ispirata alle spider inglesi ed alle vetture degli anni trenta) è costruita interamente negli stabilimenti SIATA di Strada di Lanzo. Il motore è quello della Fiat 850 (vers. Super) da 843 cm³ che permette a questa piccola spider di superare i 125 km/h. Come optional da 50000 lire sono fornite le ruote a raggi che completano l'aspetto di tendenza e retrò di questo modello.
La versione ORSA montava invece un motore da 903 cm³, ma con una potenza di 47 CV e freni a disco all'avantreno, essendo basato in parte sulla meccanica della SEAT 850 Especial.
Costruita in 3500 esemplari, è stata venduta in Italia, Francia, Germania e Stati Uniti dove il marchio SIATA è ancora oggi simbolo di sportività.